# Kerk van St. Georgiwold
De Kerk van Sankt Georgiwold (Duits: St. Georgiwolder-Kirche) staat in Sankt Georgiwold, een Ortsteil van Weener in het Oost-Friese Rheiderland (Nedersaksen). De hervormde bakstenen kerk werd in 1689 gebouwd.

## Geschiedenis

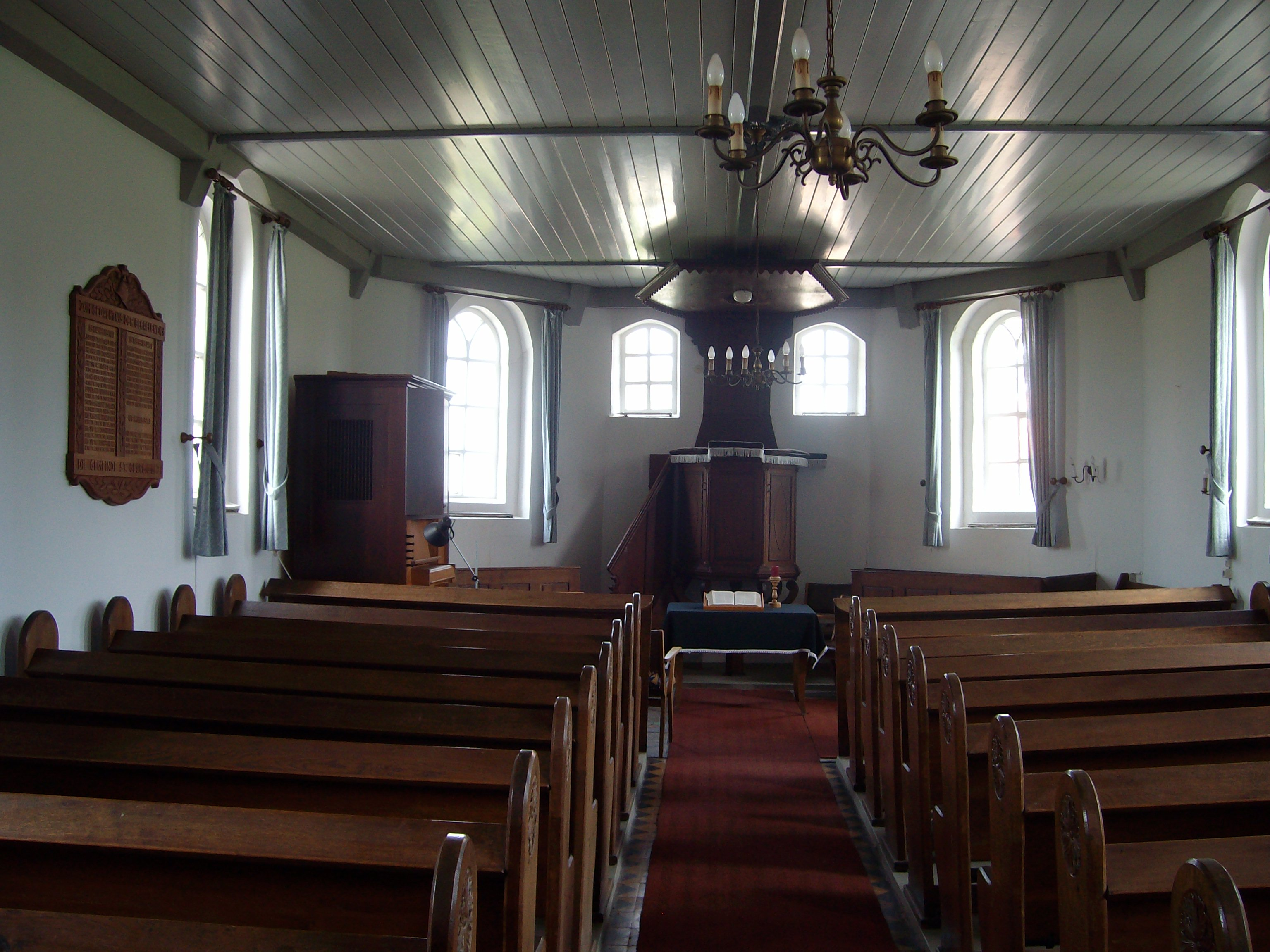
Het eenvoudige calvinistische interieur van de kerk van Sankt Georgiwold

De eerste kerk was aan de heilige Joris (Duits: Sankt Georg) gewijd, die vanaf het jaar 1464 aan de Middelweg, die naar het klooster Palmar voerde, stond. Met de ontginning van het veen verschoof het dorp steeds meer naar het westen en zo ook de kerk. Nadat in 1681 de houten voorganger verviel en regen naar binnen drong, besloot men voor het eerst meer naar het westen toe een stenen kerk te bouwen.
Het huidige kerkgebouw werd in 1689 als een eenvoudige zaalkerk gebouwd. De oude balken van de voorgangerkerk werden hierbij hergebruikt. Het mannelijke deel kende 52 en het vrouwelijke deel 49 zitplaatsen.
Zowel de zuidelijke als de noordelijke kant van de kerk hebben vier kleine rondboogramen, de oostelijke kant bezit drie ramen.
In 1712 bouwde men onder het verlengde kerkdak een westelijke toren aan, die eveneens als toegang dient. Een weerhaan bekroond de westelijke gevel. De klok werd in 1612 gegoten en hing reeds in de voorgangerkerk. Een jongere klok moest tijdens de Eerste Wereldoorlog ter omsmelting voor de bewapening worden afgegeven. Ter vervanging werd in 1936 een nieuwe bronzen klok geschonken, die echter enkele jaren later in de Tweede Wereldoorlog ook omgesmolten werd. In plaats hiervan kreeg de gemeente een klok uit 1746 van de protestantse gemeente in het Oost-Pruisische Trunz.
Vanaf 1810 begon het gebouw zonder funderingen te verzakken. Pas in 1960 kreeg de kerk haar fundamenten en werd het gebouw volgens de oude plattegrond herbouwd.

## Interieur
De binnenruimte van de kerk wordt door een vlak houten plafond afgesloten. Een eenvoudige houten kansel met een zeshoekig klankbord staat in de oostelijke afsluiting van het kerkschip. De kerkbanken, die naar binnen toe enigszins hellen, werden in het jaar 1934 door Brauer uit Möhlenwarf vervaardigd. In 2001 kreeg de kerk een klein orgel van de orgelbouwfirma Jehmlich, dat door Harm Dieder Kirschner uit Stapelmoor werd vergroot. Het instrument werd vermoedelijk in 1965 met vijf registers op één manuaal en aangehangen pedaal gebouwd en stond oorspronkelijk in Duhnen bij Cuxhaven. Tot het liturgisch vaatwerk behoren een kelk uit 1731, een tinnen kan (1838) en een tinnen doop- en broodschaal. De collecteschaal dateert uit het jaar 1656.